# Clinocera setosa
Clinocera setosa är en tvåvingeart som beskrevs av Wagner, Leese och Arne Panesar 2004. Clinocera setosa ingår i släktet Clinocera och familjen dansflugor. Inga underarter finns listade i Catalogue of Life.